# نادية بين رشيد
نادية بين رشيد (بالفرنسية: Nadia Ben Rachid)‏ هي مونتيرة فرنسية وتونسية، ولدت في القرن العشرين.

## وصلات خارجية
- الموقع الرسمي
- نادية بين رشيد على موقع IMDb (الإنجليزية)
- نادية بين رشيد على موقع قاعدة بيانات الأفلام العربية
- نادية بين رشيد على موقع ألو سيني (الفرنسية)
- نادية بين رشيد على موقع أول موفي (الإنجليزية)
- نادية بين رشيد على موقع قاعدة بيانات الأفلام السويدية (السويدية)
- نادية بين رشيد على موقع قاعدة بيانات الفيلم (الإنجليزية)
- نادية بين رشيد على موقع كينوبويسك (الروسية)